# Rivière à l'Orme
Rivière à l'Orme är ett vattendrag i Kanada.   Det ligger i provinsen Québec, i den sydöstra delen av landet, 140 km öster om huvudstaden Ottawa.
Runt Rivière à l'Orme är det i huvudsak tätbebyggt. Runt Rivière à l'Orme är det mycket tätbefolkat, med 1 956 invånare per kvadratkilometer.